# Telha
Telha est une municipalité brésilienne située dans l'État du Sergipe.